# Les Gets
Les Gets este o comună în departamentul Haute-Savoie din sud-estul Franței. În 2009 avea o populație de 1.254 de locuitori.

## Evoluția populației
| An        | 1975 | 1982  | 1990  | 1999  | 2006  | 2009  |
| --------- | ---- | ----- | ----- | ----- | ----- | ----- |
| Populație | 986  | 1.097 | 1.287 | 1.352 | 1.321 | 1.254 |